# Amantadină
Amantadina (1-aminoadamantanul) este un medicament care este utilizat atât ca antiparkinsonian, cât și ca antiviral cu eficacitate asupra virusului Influenza de tip A. Calea de administrare disponibilă este cea orală.

## Utilizări medicale
Amantadina este utilizată în:
- tratamentul bolii Parkinson și a parkinsonismului secundar, inclusiv cel iatrogen (manifestat prin efecte extrapiramidale); dintre simptome, ameliorează doar diskinezia, care poate fi indusă de tratamentul cu levodopa[9][10][11]
- profilaxia și tratamentul bolilor infecțioase provocate de culturile sensibile ale virusului gripal de tip A; în unele state (precum SUA) nu se mai utilizează în acest scop datorită dezvoltării rezistenței la medicație[12]

## Reacții adverse
Principalele efecte adverse asociate tratamentului cu amantadină sunt: cefaleea, nervozitate, insomnia și amețelile.

## Mecanism de acțiune
Amantadina este un antagonist slab al receptorilor de tip NMDA pentru glutamat, favorizează eliberarea dopaminei și inhibă recaptarea dopaminei. Aceste efecte sunt favorabile în tratamentul bolii Parkinson.